# Dauerdelikt
Ein Dauerdelikt ist im Strafrecht Deutschlands eine Straftat oder Ordnungswidrigkeit, deren Tatbestand die Aufrechterhaltung eines rechtswidrigen Zustandes umfasst. Gegenstück ist das Zustandsdelikt.
Das Dauerdelikt ist zwar bereits durch das Herbeiführen des rechtswidrigen Zustandes vollendet, jedoch ist die Tat noch nicht beendet. Dies ist z. B. bei der Bestimmung der Verjährungsfrist von Bedeutung, da die Verjährung gemäß § 78a StGB erst dann beginnt, wenn die Tat beendet ist. Außerdem kann sich ein Gehilfe nur vor Beendigung einer Tat der Beihilfe strafbar machen.
Beispiel für ein Dauerdelikt ist die Freiheitsberaubung (§ 239 StGB): Strafbar macht sich der Täter bereits dann, wenn er sein Opfer einsperrt. Die Tat dauert jedoch solange fort, bis das Opfer wieder frei ist. Somit beginnt die Verjährung erst nach der Freilassung. Jemand, der dem Täter nach dem Einsperren aber vor der Freilassung Beihilfe leistet, würde sich ebenfalls strafbar machen.